# گمینا کارگووا
گمینا کارگووا (به لهستانی:  Gmina Kargowa) یک گمینا در لهستان است که در شهرستان ژیلونا گورا واقع شده‌است.
 گمینا کارگووا ۱۲۸٫۴۷ کیلومتر مربع مساحت و ۵٬۷۵۲ نفر جمعیت دارد.